# Temporada da Stock Car Brasil de 2017
A Temporada da Stock Car Brasil de 2017 foi a trigésima nona temporada da Stock Car Brasil. A temporada marcou a saída da Peugeot, que entrou na categoria em 2007 e venceu o campeonato cinco vezes, incluindo as duas últimas temporadas. Daniel Serra sagrou-se campeão da temporada.

## Equipes e Pilotos
Com a saída da Peugeot, todas as equipes competem com o Chevrolet Cruze Stock Car.
| Equipe                          | Nº. | Piloto                 | Etapas   |
| ------------------------------- | --- | ---------------------- | -------- |
| Cimed Racing                    | 0   | Cacá Bueno             | 1–10     |
| Cimed Racing                    | 80  | Marcos Gomes           | 1–10     |
| Prati-Donaduzzi (IPR)           | 1   | Antonio Pizzonia       | 1–10     |
| Prati-Donaduzzi (IPR)           | 4   | Julio Campos           | 1–10     |
| Full Time Academy (FTS)         | 3   | Bia Figueiredo         | 1–10     |
| Full Time Academy (FTS)         | 12  | Lucas Foresti          | 1–10     |
| Cimed Racing Team (CIR)         | 5   | Denis Navarro          | 1–10     |
| Cimed Racing Team (CIR)         | 40  | Felipe Fraga           | 5–10     |
| Cimed Racing Team (CIR)         | 88  | Felipe Fraga           | 1–4      |
| Cavaleiro Racing                | 8   | Rafael Suzuki          | 1–10     |
| Cavaleiro Racing                | 110 | Felipe Lapenna         | 1–10     |
| Bardahl Hot Car                 | 9   | Gustavo Lima           | 1–10     |
| Bardahl Hot Car                 | 73  | Sérgio Jimenez         | 1–10     |
| Shell Racing                    | 10  | Ricardo Zonta          | 1–10     |
| Shell Racing                    | 51  | Átila Abreu            | 1–10     |
| Full Time Sports                | 18  | Allam Khodair          | 1–10     |
| Full Time Sports                | 111 | Rubens Barrichello     | 1–10     |
| Ipiranga Racing                 | 21  | Thiago Camilo          | 1–10     |
| Ipiranga Racing                 | 28  | Galid Osman            | 1–10     |
| RCM (ERC)                       | 25  | Tuka Rocha             | 1–10     |
| RCM (ERC)                       | 65  | Max Wilson             | 1–10     |
| Eurofarma RC                    | 29  | Daniel Serra           | 1–10     |
| Eurofarma RC                    | 90  | Ricardo Maurício       | 1–10     |
| Blau Motorsport                 | 30  | César Ramos            | 1–10     |
| Blau Motorsport                 | 31  | Márcio Campos          | 1–10     |
| Full Time HERO Motorsport (FTS) | 44  | Alberto Valério        | 1–10     |
| Full Time HERO Motorsport (FTS) | 70  | Diego Nunes            | 1–10     |
| Full Time HERO Motorsport (FTS) | TBA | António Félix da Costa | 11       |
| Eisenbahn Racing Team           | 46  | Vitor Genz             | 1–10     |
| Eisenbahn Racing Team           | 77  | Valdeno Brito          | 1–10     |
| Vogel Motorsport                | 83  | Gabriel Casagrande     | 1–10     |
| Vogel Motorsport                | 117 | Guilherme Salas        | 1–10     |
| Scuderia Colón                  | 188 | Beto Monteiro          | 5, 7, 11 |
| Scuderia Colón                  | 555 | Renato Braga           | 11       |

### Mudanças nas equipes
- A A. Mattheis Motorsport, que corria sob o patrocínio da Red Bull, passa a ser patrocinada pela Ipiranga, que deixou a RCM após cinco temporadas e correrá sobre o nome de Ipiranga Racing.
- Rodolpho Mattheis, filho de Andreas Mattheis, dono da  R. Mattheis Motorsport, após cinco temporadas termina a parceria com a Shell Racing,recebendo o nome e o patrocínio da Prati-Donaduzzi, que não competiu em 2016.
- A Shell Racing continua na categoria após fechar parceria com a TMG Motorsport.
- Após apenas uma única temporada, a ProGP e a Full Time não estão mais juntas. Duda Pamplona, proprietário da ProGP firmou uma nova parceria com parte da bicampeã Cimed Racing. O time agora é chamado de Cimed Racing Team e é uma equipe satélite da Cimed Racing.
- A Full Time Sports começou uma parceria com a Bassani Racing (União Química Bassani em 2015 e 2016), criando a Full Time Bassani.
- Expandindo-se para seis carros, a Full Time Sports criou a Full Time Academy, uma equipe satélite com o intuito de revelar novos pilotos. Os carros da FTA foram comprados da RZ Motorsport de Ricardo Zonta, que não competirá em 2017 após uma temporada difícil em 2016.
- A farmacêutica Blau juntou-se à categoria após comprar os carros da Boettger Competições que não foram usados em 2016 e criou um novo time chamado Blau Motorsport.
- A C2 Team e, a princípio, a Mico's Racing deixariam a categoria nessa temporada. A C2, de fato, acabou não participando da temporada, mas o experiente Mico conseguiu colocar o seu time na pista, agora renomeado para Scuderia Colón, na Corrida do Milhão e no Vello Città, expandindo-se para dois carros em Goiânia.

### Mudanças nos pilotos
- Átila Abreu e Ricardo Zonta trocaram a R Mattheis/Shell Racing pela TMG/Shell Racing. Abreu voltou para o time pelo qual competiu entre 2009 e 2014.
- Cacá Bueno e Daniel Serra deixaram a Red Bull Racing/A.Mattheis. Bueno juntou-se à bicampeã Cimed Racing e Serra, após dez temporadas com a Red Bull, juntou-se à Eurofarma RC.
- Thiago Camilo e Galid Osman deixaram a Ipiranga/RCM para juntarem-se a Ipiranga/A. Mattheis.
- Max Wilson foi realocado para a RCM, o time satélite da Eurofarma RC.
- Júlio Campos correrá pela RX Mattheis/Prati-Donaduzzi após uma temporada na C2, seu time próprio. Antonio Pizzonia volta a ser companheiro de Campos após competir na primeira etapa de 2016 como convidado.
- Felipe Lappena trocou a Bardahl Hot Car pela Cavaleiro Racing. Rafael Suzuki, vindo da Vogel Motorsport, será seu companheiro.
- Valdeno Brito e Gustavo Lima deixaram a TMG Motorsport. Brito correrá pela Eisenbahn Racing Team e Lima pela Bardahl Hot Car.
- Tuka Rocha que correu em 2016 tanto por TMG Motorsport quanto por RZ Motorsport, em 2017 correrá pela RCM.
- Gabriel Casagrande trocou a C2 Team pela Vogel Motorsport. Guilherme Salas será seu companheiro após deixar a RZ Motorsport.
- Felipe Fraga, campeão de 2016, foi realocado para a Cimed Racing Team, o time satélite da Cimed Racing. Denis Navarro, que correu pela Vogel Motorsport em 2016, será o seu companheiro.
- Sérgio Jimenez deixou a Cavaleiro Racing e juntou-se à Bardahl Hot Car.
- Bia Figueiredo deixou a União Química Bassani para juntar-se à Full Time Academy. Lucas Foresti será o seu companheiro. Foresti continua no programa de desenvolvimento da FTS, mas agora no time júnior.
- Alberto Valério volta à categoria após seis temporadas e tunta-se à Full Time Bassani.
- César Ramos deixou a RZ Motorsport e correrá pela Blau Motorsport em 2017. O bicampeão do Campeonato Brasileiro de Turismo, Márcio Campos será o companheiro de Ramos.
- Nestor Girolami não voltará nessa temporada. Ele resolveu focalizar suas forças na Polestar Cyan Racing que compete no WTCC. Thiago Marques, Luciano Burti, Danilo Dirani, Felipe Guimarães, Raphael Abbate, Alceu Feldmann, Fábio Carbone, Beto Cavaleiro, Popó Bueno e Xandinho Negrão também não correrão nessa temporada.

### Mudanças de meio de temporada
- A Mico's Racing retornou para a categoria na 9ª Corrida do Milhão Pirelli com o piloto da Fórmula Truck, Beto Monteiro.
- Felipe Fraga trocou seu número na 9ª Corrida do Milhão Pirelli, de 88 para 40.

## Calendário e resultados
O calendário de 2017 foi anunciado em 20 de Dezembro de 2016. Em 20 de Março de 2017, o calendário foi revisado com o retorno de Cascavel e o anúncio de que a primeira corrida não contaria com pilotos convidados. A maioria das corridas acontecerá em território brasileiro, com exceção da etapa no Autódromo Juan y Óscar Gálvez na Argentina como preliminar dos 200 km de Buenos Aires do Super TC2000 Argentina. Pela primeira vez a Corrida do Milhão será realizada no Autódromo Internacional de Curitiba, patrocinada pela Pirelli, o patrocinador principal da categoria.
| Etapa | Etapa | Circuito                                                                        | Data  | Pole Position      | Volta Mais Rápida  | Vencedor           | Equipe Vencedora      |
| ----- | ----- | ------------------------------------------------------------------------------- | ----- | ------------------ | ------------------ | ------------------ | --------------------- |
| 1     | C1    | Autódromo Internacional Ayrton Senna, Goiânia                                   | 02/04 | Daniel Serra       | Daniel Serra       | Daniel Serra       | Eurofarma RC          |
| 1     | C2    | Autódromo Internacional Ayrton Senna, Goiânia                                   | 02/04 | Sem disputa        | Ricardo Zonta      | Ricardo Zonta      | Shell Racing          |
| 2     | C1    | Velopark, Nova Santa Rita                                                       | 23/04 | Thiago Camilo      | Cacá Bueno         | Thiago Camilo      | Ipiranga Racing       |
| 2     | C2    | Velopark, Nova Santa Rita                                                       | 23/04 | Sem disputa        | Daniel Serra       | Felipe Fraga       | Cimed Racing Team     |
| 3     | C1    | Autódromo Internacional de Santa Cruz do Sul, Santa Cruz do Sul                 | 21/05 | Rubens Barrichello | Rubens Barrichello | Rubens Barrichello | Full Time Sports      |
| 3     | C2    | Autódromo Internacional de Santa Cruz do Sul, Santa Cruz do Sul                 | 21/05 | Sem disputa        | Ricardo Maurício   | Ricardo Maurício   | Eurofarma RC          |
| 4     | C1    | Autódromo Internacional de Cascavel, Cascavel                                   | 11/06 | Max Wilson         | Max Wilson         | Max Wilson         | RCM                   |
| 4     | C2    | Autódromo Internacional de Cascavel, Cascavel                                   | 11/06 | Sem disputa        | Ricardo Zonta      | Vitor Genz         | Eisenbahn Racing Team |
| 5     | 5     | 9ª Corrida do Milhão Pirelli 2017, Autódromo Internacional de Curitiba, Pinhais | 02/07 | Daniel Serra       | Daniel Serra       | Daniel Serra       | Eurofarma RC          |
| 6     | C1    | Circuito dos Cristais, Curvelo                                                  | 23/07 | Felipe Fraga       | Felipe Fraga       | Felipe Fraga       | Cimed Racing Team     |
| 6     | C2    | Circuito dos Cristais, Curvelo                                                  | 23/07 | Sem disputa        | Daniel Serra       | Gabriel Casagrande | Vogel Motorsport      |
| 7     | C1    | Autódromo Velo Città, Mogi Guaçu                                                | 06/08 | Átila Abreu        | Ricardo Zonta      | Felipe Fraga       | Cimed Racing Team     |
| 7     | C2    | Autódromo Velo Città, Mogi Guaçu                                                | 06/08 | Sem disputa        | Gabriel Casagrande | Átila Abreu        | Shell Racing          |
| 8     | C1    | Autódromo Internacional Ayrton Senna, Londrina                                  | 10/09 | Thiago Camilo      | Rubens Barrichello | Thiago Camilo      | Ipiranga Racing       |
| 8     | C2    | Autódromo Internacional Ayrton Senna, Londrina                                  | 10/09 | Sem disputa        | Júlio Campos       | Ricardo Zonta      | Shell Racing          |
| 9     | C1    | Autódromo Juan y Óscar Gálvez, Buenos Aires                                     | 01/10 | Daniel Serra       | Daniel Serra       | Felipe Fraga       | Cimed Racing Team     |
| 9     | C2    | Autódromo Juan y Óscar Gálvez, Buenos Aires                                     | 01/10 | Sem disputa        | Gabriel Casagrande | Rubens Barrichello | Full Time Sports      |
| 10    | C1    | Autódromo Internacional de Tarumã, Viamão                                       | 22/10 | Galid Osman        | Daniel Serra       | Daniel Serra       | Eurofarma RC          |
| 10    | C2    | Autódromo Internacional de Tarumã, Viamão                                       | 22/10 | Sem disputa        | Ricardo Maurício   | Ricardo Maurício   | Eurofarma RC          |
| 11    | C1    | 1º HERO Push Goiânia 500hp 2017, Autódromo Internacional Ayrton Senna, Goiânia  | 19/11 | Daniel Serra       | Daniel Serra       | Daniel Serra       | Eurofarma RC          |
| 11    | C2    | 1º HERO Push Goiânia 500hp 2017, Autódromo Internacional Ayrton Senna, Goiânia  | 19/11 | Sem disputa        | Júlio Campos       | Átila Abreu        | Shell Racing          |
| 12    | 12    | #AGrandeFinal 2017, Autódromo José Carlos Pace, São Paulo                       | 10/12 | Ricardo Maurício   | Marcos Gomes       | Ricardo Maurício   | Eurofarma RC          |

## Classificação
| Pos                                | Driver                 | GOI | GOI | VEL | VEL | SCZ | SCZ | CAS | CAS | CUR | CRI | CRI | VCA | VCA | LON | LON | ARG | ARG | TAR | TAR | GOI | GOI | INT | Pts |
| ---------------------------------- | ---------------------- | --- | --- | --- | --- | --- | --- | --- | --- | --- | --- | --- | --- | --- | --- | --- | --- | --- | --- | --- | --- | --- | --- | --- |
| 1                                  | Daniel Serra           | 1   | 6   | 4   | 7   | 6   | 17  | 2   | 15  | 1   | 2   | 6   | 8   | 2   | 2   | Ret | 3   | 21  | 1   | 22  | 1   | 9   | 3   | 371 |
| 2                                  | Thiago Camilo          | 2   | 8   | 1   | 9   | 3   | 12  | 4   | 6   | 23  | 8   | 2   | 4   | 4   | 1   | Ret | 2   | 10  | 4   | 12  | 7   | 4   | 14  | 324 |
| 3                                  | Max Wilson             | 3   | 3   | 6   | Ret | 5   | Ret | 1   | 17  | 6   | 5   | 9   | Ret | Ret | 12  | Ret | 17  | 2   | 3   | Ret | 6   | 2   | 2   | 292 |
| 4                                  | Átila Abreu            | 5   | 2   | Ret | 4   | 4   | 7   | 3   | 8   | 20  | 12  | 3   | 10  | 1   | 8   | 6   | 10  | 14  | 20  | 2   | 9   | 1   | 28  | 256 |
| 5                                  | Rubens Barrichello     | Ret | 4   | 7   | 5   | 1   | 18  | 6   | 5   | 4   | Ret | 14  | 16  | Ret | 3   | 3   | 21  | 1   | 9   | 18  | 6   | 17  | 5   | 251 |
| 6                                  | Felipe Fraga           | 8   | 10  | 10  | 1   | 9   | Ret | 7   | Ret | 19  | 1   | 4   | 1   | 16  | 4   | Ret | 1   | 6   | Ret | 7   | 21  | Ret | 8   | 250 |
| 7                                  | Marcos Gomes           | 17  | 20  | 5   | 3   | 2   | Ret | 10  | Ret | 2   | 16  | 12  | DSQ | 13  | 6   | 2   | 5   | 22  | 7   | Ret | 4   | 15  | 4   | 242 |
| 8                                  | Ricardo Mauricio       | 4   | 16  | 3   | 8   | 20  | 1   | 5   | 21  | 17  | 3   | 7   | 19  | 21  | 13  | Ret | 6   | 20  | 16  | 1   | Ret | 23  | 1   | 241 |
| 9                                  | Cacá Bueno             | 7   | 9   | 2   | 17  | 10  | 13  | 12  | 14  | 3   | 7   | 8   | 2   | 10  | 7   | 10  | 19  | 5   | 18  | 8   | 12  | 3   | 17  | 225 |
| 10                                 | Gabriel Casagrande     | Ret | 22  | 9   | 13  | 16  | 21  | 20  | Ret | 9   | 10  | 1   | 9   | 3   | 9   | 5   | 9   | 7   | 24  | 5   | 10  | 6   | 18  | 184 |
| 11                                 | Ricardo Zonta          | Ret | 1   | Ret | 6   | 7   | 19  | 18  | DSQ | 22  | 4   | 10  | 17  | 11  | 16  | 1   | 14  | 12  | 13  | 10  | 2   | 19  | 13  | 174 |
| 12                                 | Júlio Campos           | Ret | 15  | 12  | Ret | 13  | 22  | 11  | 7   | 5   | 6   | 11  | 11  | 5   | 26  | Ret | 27  | 4   | 8   | Ret | Ret | Ret | 9   | 149 |
| 13                                 | Diego Nunes            | 11  | 13  | 23  | 16  | 12  | 23  | 15  | 9   | 14  | Ret | DNS | 21  | 18  | 11  | 16  | 4   | 15  | 6   | 14  | 13  | 5   | 6   | 148 |
| 14                                 | Valdeno Brito          | 23  | 18  | 8   | 2   | 18  | 14  | 9   | DSQ | 12  | 24  | Ret | 14  | 15  | 5   | 7   | 7   | 19  | 12  | 19  | 15  | Ret | 15  | 136 |
| 15                                 | Vitor Genz             | 16  | 14  | Ret | DNS | 14  | 11  | Ret | 1   | 8   | 13  | 17  | 3   | 9   | 22  | DSQ | Ret | 16  | 25  | 11  | 18  | 8   | 10  | 126 |
| 16                                 | Antonio Pizzonia       | Ret | 12  | 14  | Ret | Ret | 2   | 22  | Ret | DSQ | 20  | 15  | 5   | 6   | 10  | 4   | 12  | 8   | 5   | Ret | Ret | 11  | 20  | 126 |
| 17                                 | Allam Khodair          | Ret | 7   | 19  | Ret | 8   | 8   | 19  | 19  | 18  | 14  | Ret | 13  | 8   | 20  | 9   | 8   | DSQ | 17  | 4   | 14  | 12  | 22  | 100 |
| 18                                 | Rafael Suzuki          | 13  | 11  | 15  | 15  | 21  | 5   | 14  | 16  | 25  | 9   | 5   | 20  | 17  | 15  | 11  | 20  | 3   | Ret | 17  | 19  | 14  | 23  | 93  |
| 19                                 | Galid Osman            | 6   | Ret | Ret | DNS | 15  | Ret | 8   | 20  | 21  | Ret | 21  | 6   | 19  | 21  | 18  | 25  | Ret | 2   | 13  | 11  | 24  | Ret | 92  |
| 20                                 | Tuka Rocha             | 10  | 17  | 11  | 11  | 24  | 4   | Ret | 4   | Ret | 19  | 13  | 13  | 14  | Ret | 15  | 16  | 11  | 22  | 6   | Ret | DNS | 21  | 90  |
| 21                                 | Denis Navarro          | 22  | 5   | 16  | Ret | 25  | Ret | 17  | 12  | Ret | 15  | 12  | 22  | Ret | 24  | Ret | 23  | 13  | 10  | Ret | 5   | Ret | 11  | 88  |
| 22                                 | Guilherme Salas        | 14  | Ret | 22  | 10  | 22  | Ret | 21  | 3   | 10  | 17  | 19  | 25  | 12  | 23  | 13  | 13  | 23  | Ret | 19  | 16  | 22  | 12  | 87  |
| 23                                 | César Ramos            | 9   | Ret | Ret | DNS | 23  | 10  | 13  | 14  | 7   | 25  | Ret | Ret | 7   | 18  | 17  | 15  | 9   | 21  | Ret | Ret | 13  | 25  | 70  |
| 24                                 | Felipe Lapenna         | 12  | Ret | 24  | Ret | Ret | 3   | 16  | Ret | Ret | 11  | DNS | Ret | Ret | 25  | Ret | 22  | Ret | 11  | 15  | Ret | 10  | 16  | 65  |
| 25                                 | Sergio Jimenez         | 18  | Ret | 13  | 12  | Ret | 16  | Ret | Ret | Ret | 18  | 16  | 7   | Ret | 14  | 8   | 18  | 17  | Ret | 9   | Ret | 20  | 19  | 59  |
| 26                                 | Márcio Campos          | 21  | Ret | 17  | Ret | Ret | 9   | Ret | Ret | 13  | 21  | 23  | Ret | Ret | 17  | Ret | Ret | DNS | 19  | 3   | Ret | DNS | Ret | 43  |
| 27                                 | Lucas Foresti          | 15  | 19  | 21  | Ret | 11  | 15  | 23  | 2   | 26  | Ret | DNS | 15  | 22  | 27  | Ret | 24  | Ret | 14  | 21  | Ret | 7   | 27  | 37  |
| 28                                 | Alberto Valério        | 19  | 21  | 20  | Ret | 19  | Ret | Ret | 18  | 11  | 26  | 18  | Ret | Ret | 19  | 12  | 11  | Ret | 15  | 23  |     |     |     | 33  |
| 29                                 | Bia Figueiredo         | Ret | Ret | Ret | DNS | Ret | 6   | Ret | 11  | 16  | 23  | 20  | 23  | 21  | 28  | Ret | Ret | DNS | Ret | 16  | 17  | 16  | 24  | 28  |
| 30                                 | Gustavo Lima           | 20  | Ret | 18  | 14  | 17  | 20  | Ret | 10  | 24  | 22  | 24  | 18  | 20  | Ret | 14  | Ret | 18  | 23  | 24  | Ret | Ret | Ret | 19  |
| 31                                 | Beto Monteiro          |     |     |     |     |     |     |     |     | 15  |     |     | 24  | DSQ |     |     |     |     |     |     | Ret | 21  | 26  | 9   |
| Drivers ineligible to score points |                        |     |     |     |     |     |     |     |     |     |     |     |     |     |     |     |     |     |     |     |     |     |     |     |
|                                    | António Félix da Costa |     |     |     |     |     |     |     |     |     |     |     |     |     |     |     |     |     |     |     | 3   | Ret |     |     |
|                                    | Augusto Farfus         |     |     |     |     |     |     |     |     |     |     |     |     |     |     |     |     |     |     |     |     |     | 7   |     |
|                                    | Renato Braga           |     |     |     |     |     |     |     |     |     |     |     |     |     |     |     |     |     |     |     | 20  | 18  | 29  |     |
| Pos                                | Driver                 | GOI | GOI | VEL | VEL | SCZ | SCZ | CAS | CAS | CUR | CRI | CRI | VCA | VCA | LON | LON | ARG | ARG | TAR | TAR | GOI | GOI | INT | Pts |

| Cor      | Resultado            |
| -------- | -------------------- |
| Ouro     | Vencedor             |
| Prata    | 2º lugar             |
| Bronze   | 3º lugar             |
| Verde    | Terminou, nos pontos |
| Azul     | Terminou, sem pontos |
| Púrpura  | Retirou-se (Ret)     |
| Vermelho | Não qualificado (NQ) |
| Preto    | Desqualificado (DSQ) |
| Branco   | Não largou (NL)      |
| Sem cor  | Não participou (NP)  |
| Sem cor  | Lesionado (Les)      |
| Sem cor  | Excluído (EX)        |